# José Abad (escritor)
José Eduardo Abad Baena, más conocido como José Abad Baena (nacido en Colomera, Granada en 1967), miembro de número de la Academia de Buenas Letras de Granada, es un escritor español, licenciado en Filosofía y Letras y Doctor en Filología Italiana. Trabaja como profesor en la Universidad de Granada, en donde imparte entre otras la materia «Cine y sociedad en Italia». Entre sus novelas publicadas están Nunca apuestes con el diablo (2000) y Del infierno (2016), y los libros de relatos King Kong y yo (2006) y El acero y la seda (2015). En el campo del ensayo ha centrado su atención en la literatura y el cine. Entre sus ensayos destacan: Las cenizas de Maquiavelo (2008), El vampiro en el espejo (2013) y Mario Bava. El cine de las tinieblas (2014). Aunque su primera publicación, fue en 1991 "Labios pintados de rosa". 

## Biografía
Nació en Colomera,[cita requerida]  un pueblo de la comarca de los Montes Orientales, en la provincia de Granada, en el seno de una familia de clase trabajadora. Su padre se ganaba la vida como peón en el campo y en la construcción -dos ámbitos que el futuro escritor también conocería de primera mano- y su madre, de joven, había trabajado como sirvienta en la capital. (Los recuerdos de infancia y juventud, la vida en el pueblo, los retazos de una realidad ya desaparecida, forman un ciclo cuentístico dentro de su narrativa, ambientado en Corvera, su Macondo particular; una docena de relatos pertenecientes a dicho ciclo fueron reunidos en King Kong y yo, 2006). A los dieciséis años abandonó los estudios por cuestiones familiares y entró en el mundo de la construcción. En un primer momento, su formación fue eminentemente autodidacta. Según sus propias declaraciones: “Leía mucho... de todo. Escribía mucho... de todo. Y todo malo, debo añadir”.
Los años 1991-1992 serán decisivos para él: deja la construcción -aunque todavía trabajará en ella durante breves períodos-, publica una primera novela por el socorrido sistema de la autoedición (de la que posteriormente renegará), inicia sus estudios universitarios y fija su residencia en Granada a finales de 1992. Durante los años siguientes cursará en paralelo las carreras de Filología Hispánica y Filología Italiana, alternando los estudios con trabajos varios, al tiempo que empieza a publicar artículos y reseñas en diversas revistas culturales: El erizo abierto, Letra Clara, Extramuros, El Fingidor, etc. En al ámbito de la novela -pensemos en Nunca apuestes con el diablo (2000) o Del infierno (2016), una novela negra la primera, una novela de remembranzas góticas la segunda-, reivindica con el ejemplo uno de los puntos fuertes de su labor teórica: la posibilidad de hacer una novela de género con tan altas miras literarias como esa novela que se presenta al lector sin etiquetas. "Entre James Joyce y Raymond Chandler -ha dicho en alguna ocasión- me quedo con el segundo".
En 1999 se traslada a Sicilia con una beca de auxiliar de conversación. Esta beca es de un año, pero Abad permanecerá en tierras sicilianas durante cinco años, colaborando en distintos institutos de Palermo y Trapani, así como en la Facoltà di Lettere de Palermo. Esta experiencia decide su futuro profesional: se dedicará a la enseñanza. En Palermo conoce a su esposa, Barbara; son padres de tres hijos. De regreso a Granada inicia una breve colaboración con la Università Ca’ Foscari de Venecia, que lo obliga a vivir a caballo entre Granada y Treviso durante tres años, entre 2005 y 2007. Este año se doctora en Filología Italiana con una tesis sobre la obra y el pensamiento de Nicolás Maquiavelo y entra en el Departamento de Filología Románica, en la Facultad de Filosofía y Letras de Granada. Aunque en ningún momento ha abandonado la narrativa, su labor como escritor se diversifica con una mayor dedicación al ensayo. "No me gusta hacer distinciones entre mi obra narrativa y mi obra ensayística -ha escrito-. La una enriquece a la otra, creo. El tema de varios ensayos míos están dictados por mis gustos literarios y en numerosas narraciones me he servido del trabajo previo en el campo del ensayo".
Además de numerosos artículos en revistas de España e Italia, José Abad ha escrito y publicado Las cenizas de Maquiavelo (2008), en torno al polémico secretario florentino, así como diversos libros consagrados a la que es una de sus grandes pasiones, el cine: El vampiro en el espejo (2013), Mario Bava. El cine de las tinieblas (2014), Christopher Nolan (2018), etc. Ha colaborado asimismo en diversos volúmenes colectivos; por ejemplo: Yo soy más de series (60 series que cambiaron la historia de la televisión) (2015), coordinado por Fernando Ángel Moreno y Víctor Miguel Gallardo Barragán, Cine fantástico y de terror español (2015 y 2016) y Mad Doctors. El sueño de la razón (2016), coordinados ambos por Rubén Higueras flores, o Profesoras de película. Las mujeres docentes vistas por el cine (2016), este último bajo la coordinación Felicidad Loscertales.
A lo anterior habría que añadir su labor en el ámbito del articulismo -escribe en el diario Granada Hoy y otras cabeceras del Grupo Joly y en la revista Quimera- o su trabajo como traductor. Ha vertido al español obras de Moderata Fonte, Maquiavelo, Giovanni y Giorgio Scerbanenco.

## Traducciones
- Giovanni Verga, Cavalleria rusticana y otros cuentos sicilianos, Granada, Traspiés, 2009.

- Giorgio Scerbanenco, Matar por amor, Córdoba, Almuzara, 2010.

- Nicolás Maquiavelo, Fábula del archidiablo Belfagor, Granada, Traspiés, 2011.

- Moderata Fonte, El mérito de las mujeres, Sevilla, ArCiBel, 2013.

- Giovanni Verga, Cuentos milaneses, Granada, Traspiés, 2013.

- Emilio Salgari, El Corsario Negro, Madrid, Cátedra, 2021.